# Rina Massardi
Romarina Massardi (21 tháng 6 năm 1897 - 23 tháng 7 năm 1979) là một ca sĩ canto lírico, diễn viên, và đạo diễn phim người Uruguay gốc Ý, chịu trách nhiệm thực hiện bộ phim trữ tình Nam Mỹ đầu tiên, phát hành năm 1938.

## Tiểu sử
Romarina Massardi được sinh ra ở Virle, một thị trấn gần Brescia, con gái của một công nhân đá cẩm thạch người Ý, người đã chuyển gia đình đến Montevideo để làm việc trong việc xây dựng Cung điện Lập pháp. Bà học hát trữ tình ở đó, bắt đầu hát chuyên nghiệp và biểu diễn ở những địa điểm khác nhau của đất nước. Năm 1923, Massardi nhận được học bổng du học tại Milan, và sau đó tại Accademia Nazionale di Santa Cecilia ở Rome.
Năm 1930, Massardi bắt đầu sự nghiệp với vai trò là một ca sĩ giọng nữ cao, biểu diễn tại Nhà hát Solís ở Montevideo và Teatro Colón ở Buenos Aires. Năm 1934, Massardi đi du lịch đến Hoa Kỳ, ghi lại chuyến đi của mình bằng máy ảnh 16 mm và nghĩ ra dự án viết kịch bản và làm phim. Khi trở về Montevideo, bà bắt đầu thực hiện kế hoạch này. Kết quả sẽ được phát hành bốn năm sau đó.
Đó là bộ phim duy nhất của bà, mặc dù bà tiếp tục quay các chuyến đi và các sự kiện gia đình cho đến năm 1951. Cô tiếp tục sự nghiệp biểu diễn cho đến năm 1956 và sau đó cống hiến hết mình cho việc học hát. Bà mất năm 1979 ở tuổi 82.